# Oskar Schmolitzky
Karl Oskar Schmolitzky (* 5. September 1893 in Meuselwitz; † 22. Dezember 1978 in Marburg) war ein deutscher Volkskundler und Kunsthistoriker. 

## Leben und Wirken
Er war der Sohn des Bäckermeisters Hermann Richard Schmolitzky und dessen Ehefrau Auguste Helene geborene Köster. Nach dem Schulabschluss studierte er und promovierte zum Dr. phil. Danach war er zunächst als Volksschullehrer in Rositz und später als Gewerbelehrer tätig. Er wurde zunächst ehrenamtlich Museumsdirektor in Jena, Universitätslehrbeauftragter und Leiter der Arbeitsstelle für Hausforschung in Thüringen der Deutschen Akademie der Wissenschaften in Berlin, die in Jena ihren Sitz hatte. Er beschäftigte sich intensiv mit Volkskunde und Kunstgeschichte Thüringens. Später verließ er die DDR und ließ sich im hessischen Marburg nieder, wo er 1978 starb.

## Schriften (Auswahl)
- Handwerk und Zünfte im alten Jena. Jena 1935.
- Thüringer Volkskunst. Jena und Umgebung. Böhlau, Weimar 1950.
- Schiller in Jena. Jena 1955.
- Volkskunst in Thüringen vom 16. bis zum 19. Jahrhundert. Böhlau, Weimar 1964.